# Chuyến bay 356 của Vietjet Air
Chuyến bay 356 của Vietjet Air (VJ356/VJC356) là một chuyến bay nội địa thường xuyên từ sân bay quốc tế Tân Sơn Nhất đến sân bay Buôn Ma Thuột, sau khi hạ cánh và đang chạy đà trên đường băng thì gặp sự cố nghiêm trọng. Toàn bộ 207 hành khách và phi hành đoàn an toàn, 6 hành khách bị thương. Sự cố xảy ra vào 23 giờ 03 phút ngày 29 tháng 11 năm 2018. Ngày hôm sau, 30 tháng 11, hãng mới thông báo sự cố này. Theo Cục Hàng không Việt Nam, 2 bánh trước của máy bay đã bị mất trong quá trình hạ cánh, máy bay đã dừng lại an toàn tại sân bay Buôn Ma Thuột.
Chuyến bay số hiệu VJ356 của Vietjet Air với chuyến của máy bay VN-A653 mới tiếp nhận 2 tuần trước và mới khai thác được 8 chặng bay trong ngày 29-11 thì gặp sự cố ở Buôn Ma Thuột. Ông Nguyễn Chánh Duy, Giám đốc Cảng hàng không Buôn Ma Thuột cho biết, sân bay Buôn Ma Thuột đã phải đóng cửa và tạm ngừng khai thác các chuyến bay đến Cảng hàng không này sau sự cố máy bay Vietjet Air.